# Králická pevnostní oblast
Králická pevnostní oblast (anglicky The Kralíky fortified sector, německy Grulicher Festungsgebiet, francouzsky Région fortifiée de Králíky, polsky Kralicki obszar fortyfikacijny, dále jen KPO) je část pásma československého opevnění budovaného před druhou světovou válkou proti nacistickému Německu, nacházející se v okolí města Králíky z větší části na severovýchodě Pardubického kraje a z menší části na severozápadě Olomouckého kraje, která je zastřešena stejnojmennou obecně prospěšnou společností sdružující zdejší pevnostní a vojenská muzea.

## Muzea sdružená v KPO

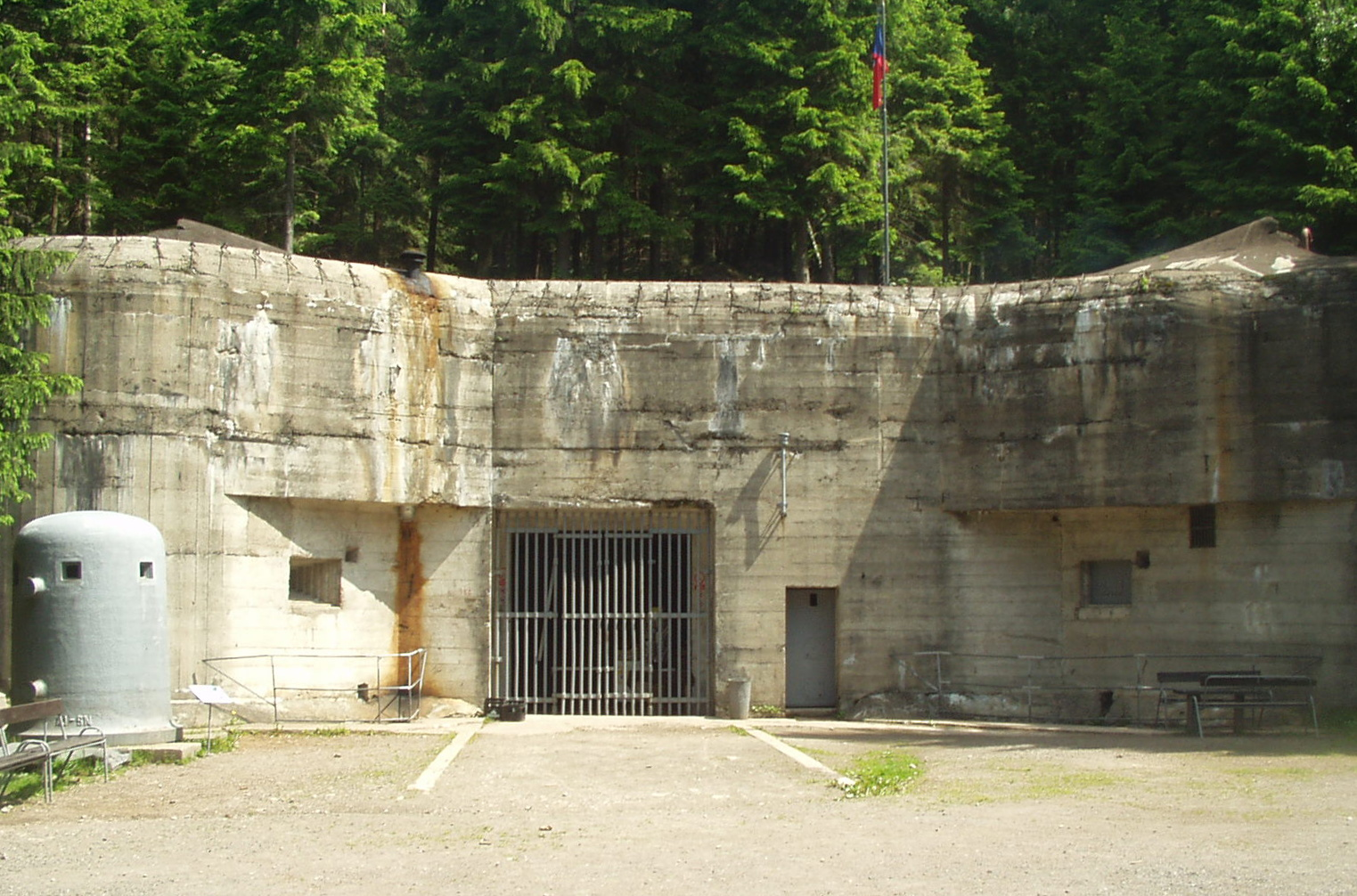
Vstupní objekt K-S 22a „Krok“

### Muzeum československého opevnění – dělostřelecká tvrz Bouda
Dělostřelecká tvrz Bouda se nachází v masívu stejnojmenné hory v jižní části Orlických hor. Je přístupná po turistických značkách ze Suchého vrchu a obcí Těchonín, Mladkov, Lichkov a Dolní Boříkovice. V rámci několika typů prohlídek je zpřístupněno rozsáhlé podzemí tvrze a část povrchových bojových objektů. Muzeum je provozováno Společností přátel československého opevnění, o. p. s.

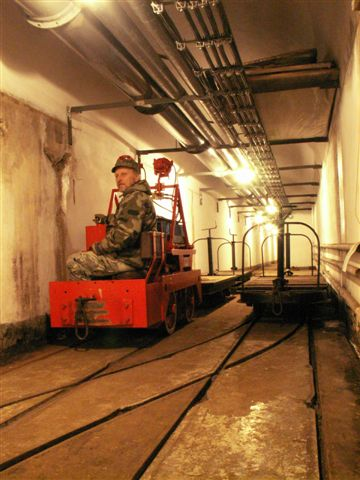
Lokomotiva ALD 2 v podzemí tvrze Hůrka

### Muzeum opevnění – dělostřelecká tvrz Hůrka
Dělostřelecká tvrz Hůrka se nachází na okraji města Králíky u silnice II/312 do Hanušovic. V rámci prohlídky je zpřístupněno rozsáhlé podzemí tvrze a povrchový dělostřelecký srub. Muzeum je ve vlastnictví města Králíky a jeho provozovatelem je Společnost přátel československého opevnění, o. p. s.

### Muzeum československého opevnění z let 1935–1938 pěchotní srub K-S 5 „U potoka“
Pěchotní srub K-S 5 „U potoka“ je objektem v pokročilém stádiu rekonstrukce. Jako jediný se nachází na území Olomouckého kraje. Přístupný je po nedlouhé vyznačené pěšině z jižního okraje obce Dolní Morava. Provozovatelem je Klub vojenské historie Kralka.

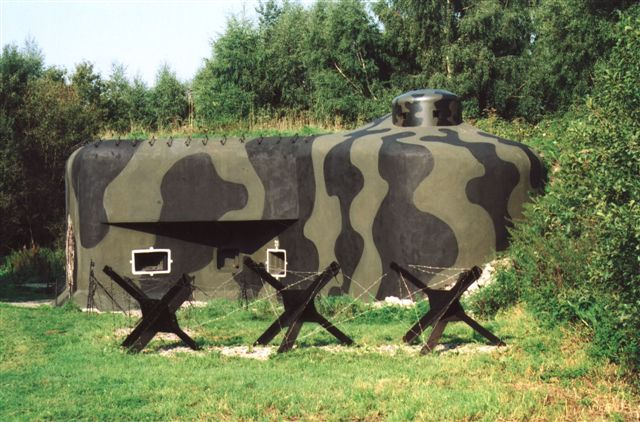
Pěchotní srub K-S 8 „U nádraží“

### Památník obránců Vlasti – pěchotní srub K-S 8 „U nádraží“
Pěchotní srub K-S 8 „U nádraží“ nabízí více druhů expozic: Československé opevnění, Podzemní továrna Richard, Karpatsko-dukelská operace a další. Nachází se přímo v prostoru vlakového nádraží v Červeném Potoce. Provozovatelem je Klub přátel armády.

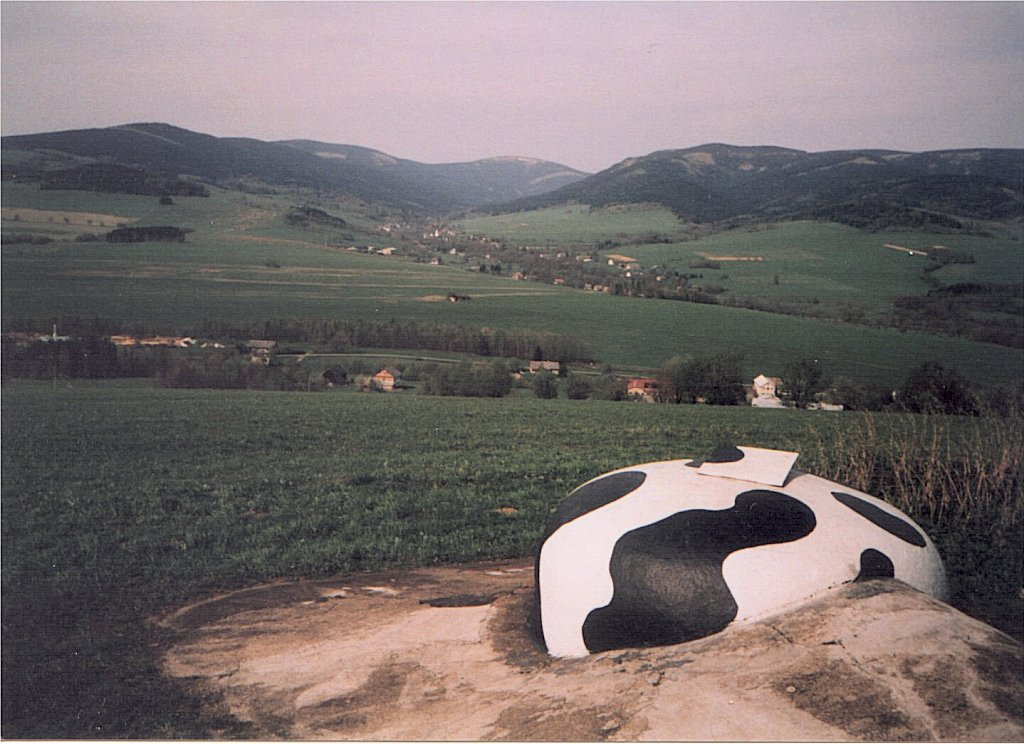
Králický Sněžník z pozorovatelny K-S 12b „Utržený“

### Samostatná dělostřelecká pozorovatelna K-S 12b „Utržený“
Dělostřelecká pozorovatelna K-S 12b „Utržený“ je nejzachovalejším pevnostním objektem v rámci KPO. Dochoval se na něm poslední pancéřový zvon na Králicku. Od objektu jsou krásné výhledy na Orlické hory, Králický Sněžník a Hrubý Jeseník. Přístupný je ze silnice Králíky - Červený Potok po vyznačené pěšině od okraje lesa. Provozovatelem je Klub přátel československého opevnění „Utržený“.

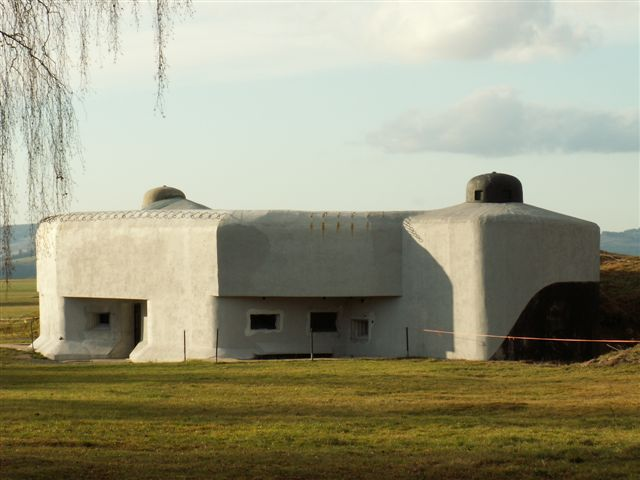
Pěchotní srub K-S 14 „U cihelny“

### Pěchotní srub K-S 14 „U cihelny“
Pěchotní srub K-S 14 „U cihelny“ ležící u silnice mezi městem Králíky a obcí Prostřední Lipka se nachází v pokročilém stupni rekonstrukčních prací. Expozice je věnována více tématům: Československé legie, Československá armáda, finanční stráž, válečná chirurgie a zejména četař Arnošt Hrad. Součástí muzea jsou též dva zpřístupněné lehké objekty vz. 37. Pro město Králíky jej provozuje spolek Vojensko-historický klub Erika, z.s.

### Muzeum Vysoký Kámen – pěchotní srub K-S 25 Na sedle
Muzeum Vysoký kámen prezentuje objekty československého opevnění z let 1936–1938 a následné poválečné reaktivace. K vidění je objekt těžkého opevnění K-S 25 Na sedle, který je otevřen vždy za přítomnosti provozovatele. Dále muzeum prezentuje tři objekty lehkého opevnění. Číslo 260 v podobě poválečné reaktivace z 60/70. let minulého století, č. 59 v podobě německé reaktivace z let 1944/45 a objekt č. 60 v jeho podobě jakou měl po dokončení v rámci zkoušek v letech 1939–41. Tyto objekty jsou otevřeny na požádání anebo pokud je výslovně uvedeno na webové prezentaci a jinde. Prostorem muzea prochází naučná stezka betonová hranice.

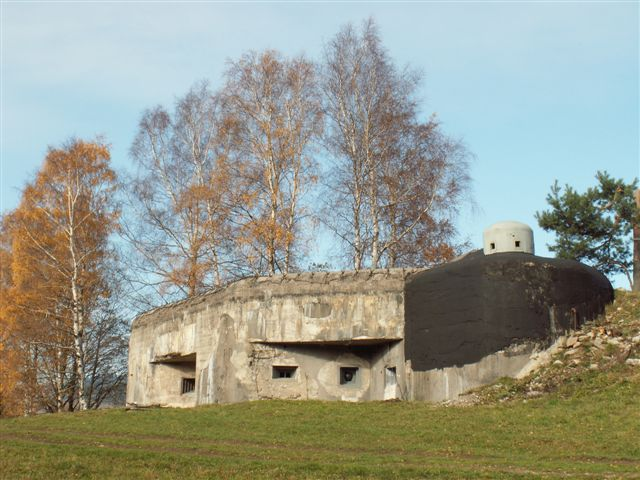
Pěchotní srub K-S 32 „Na růžku“

### Vojenské muzeum Lichkov
Muzeum zahrnuje dvojici pěchotních srubů K-S 31 „U besídky“ a K-S 32 „Na růžku“. Expozice je věnována čs. obrněné technice, čs. opevnění, bezmotorovému létání, vojenské technice z let 1939–1945 a čs. vojákům na západní i východní frontě v období druhé světové války. Muzeum je viditelné ze silnice mezi Mladkovem a Lichkovem a přístupné po polní cestě. Provozovatelem je družstvo ForteG.

### Lehký objekt vz. 37 č. 25
Postupně rekonstruovaný lehký objekt vz. 37 se nachází v polích severně od města Králíky nedaleko vpravo od silnice do Prostřední Lipky.

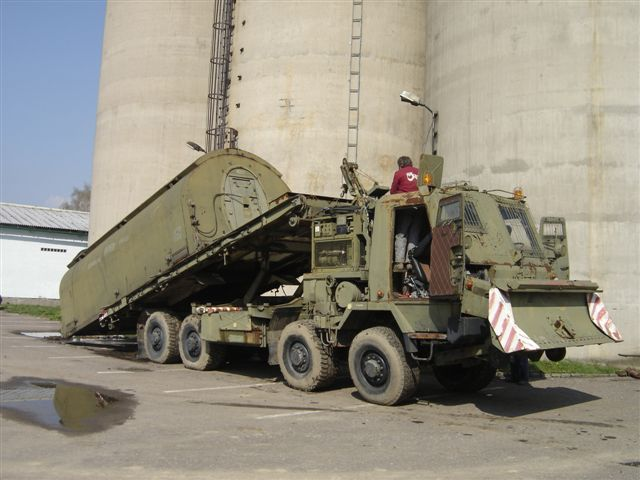
UP 82 na nádvoří VMK

### Vojenské muzeum Králíky
Ve vojenském muzeu se nachází informační centrum čs. opevnění z let 1935–1938. V expozici věnované armádě a obraně státu se nachází technika, vozidla, zbraně, munice, uniformy, dokumenty atd. V rámci Společných víkendů KPO předvádí bojovou techniku v pohybu. Leží na severním okraji města Králíky vlevo u silnice na Prostřední Lipku. Pro město Králíky provozuje muzeum společnost Armyfort s. r. o.

### Památník obětem internace Králíky
Památník je stálou expozicí Muzea čs. opevnění z let 1935–38 Pěchotního srubu K-S 14 „U cihelny“ Králíky a nachází se v budově na Velkém náměstí 367 v Králíkách a je připomínkou deportace a internace řeholníků z let 1950–1961, kteří byli na Hoře Matky Boží na tomto místě omezeni na osobní svobodě.

### Východočeský památník celnictví
Památník se nachází v budově na Velkém náměstí 367 v Králíkách. Je tvořen stálou expozicí Muzea čs. opevnění z let 1935–38, K-S 14 „U cihelny“ Králíky. Je největší oborovou muzejní expozicí svého druhu v České republice. Pro veřejnost byl otevřen v roce 2018. Expozice moderně a živě pojednává o všech historických obdobích celnictví v širších dějinných souvislostech. 

## Společné víkendy muzeí a památníků v KPO

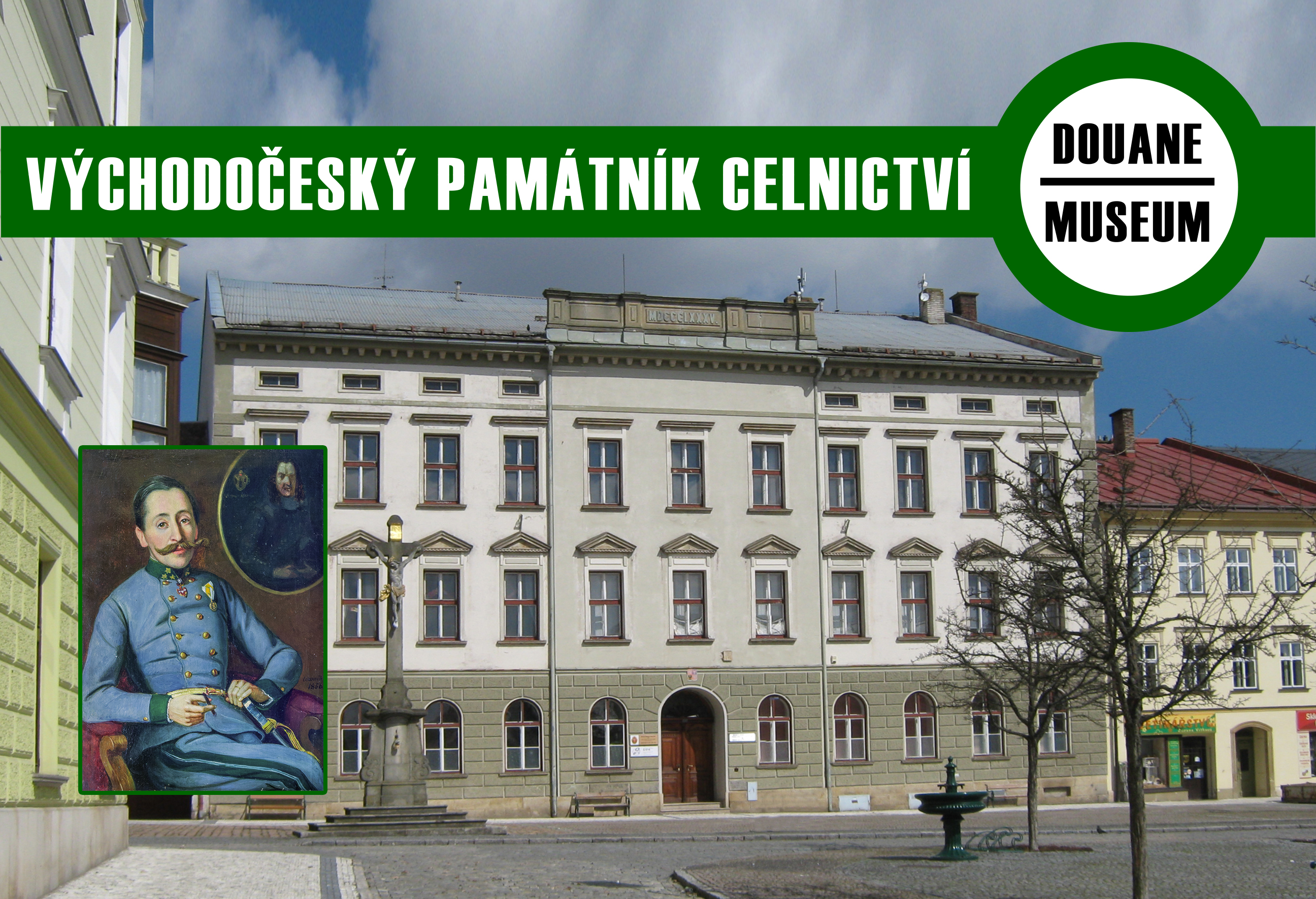
Východočeský památník celnictví v Králíkách

Konají se od dubna do října vždy poslední víkend v měsíci, v srpnu pak během Akce Cihelna. Muzea sdružená v KPO jsou současně otevřena i mimo svou běžnou otevírací dobu a pořádají různé typy atrakcí.

## Akce Cihelna
Akce Cihelna je pořádána vždy o některém srpnovém víkendu. Nosnou částí jsou historické bojové ukázky převážně na téma bojů v období druhé světové války v režii vojensko-historických klubů. V rámci programu probíhají i prezentace ozbrojených a záchranných složek a výstavy historické i soudobé techniky.